# Бекбосынов, Хасен
Хасен Бекбосынов (1888 год, Семипалатинская область, Российская империя — 1979 год, Каркаралинский район, Карагандинская область, Казахская ССР) — скотник колхоза «Уш-тобе» Каркаралинского района Карагандинской области Казахской ССР. Герой Социалистического Труда (1949).

## Биография
Родился в 1888 году в крестьянской семье в Семипалатинской области.
С раннего детства занимался батрачеством, трудился грузчиком в Семипалатинске. Позднее вступил в колхоз «Уш-тобе» Каркалинского района (с 1957 года — совхоз имени Фрунзе Каркалинского района). Занимался выращиванием крупного рогатого скота.
В 1948 году получил в среднем по 1084 грамм суточного привеса от 125 голов крупного рогатого скота. За получение высокой продуктивности животноводства в 1948 году указом Президиума Верховного Совета СССР от 12 июля 1949 года удостоен звания Героя Социалистического Труда с вручением ордена Ленина и золотой медали «Серп и Молот».
Работал в совхозе имени Фрунзе до выхода на пенсию в 1956 году.
Скончался в 1979 году.